# Босненска църква
Босненската църква (на босненски: Crkva bosanska/Црква босанска; на латински: Ecclesia bosniensis) е християнска църква през Средновековието, възникнала на територията на Босна.
Тя е еретическа за Католическата и Православната църква. Богословските и научни спорове за характера на Босненската църква и нейния произход от богомилството не стихват и днес.
Допълнително нагнетяване на богословските спорове оказва фактът, че Босненската църква през цялото средновековие дава подслон и убежище на всякакви еретици от Европа - богомилите от Рашка; патарените от Далмация; катарите от западните страни и т.н.
Босненската църква се заражда след разрастване на богомилското движение на Балканите в самото начало на 11 век и престава да съществува с османското завладяване на Босна през 1463 година. Впоследствие ислямът здраво се закрепва сред бошняците.